# Marten Toonder

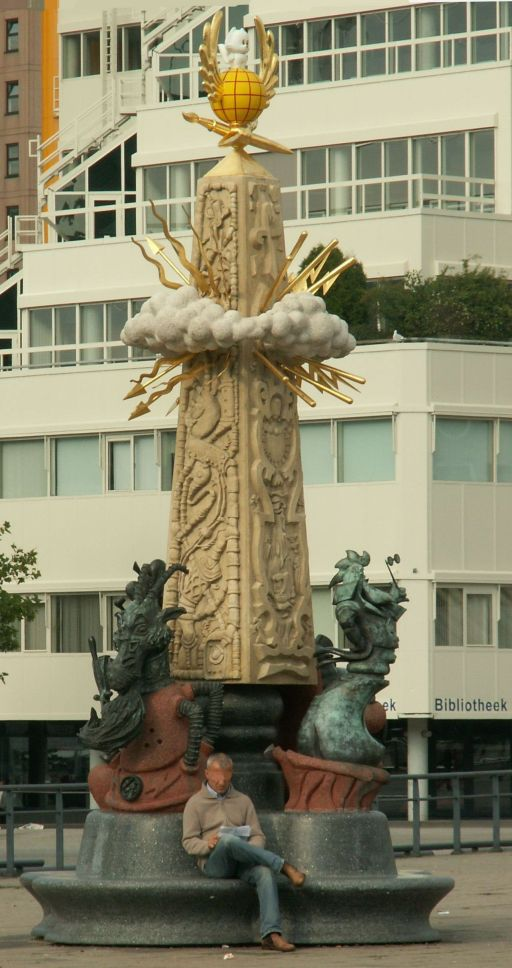
Monument Ode aan Marten Toonder ter gelegenheid van zijn 90e verjaardag in 2002 in Rotterdam

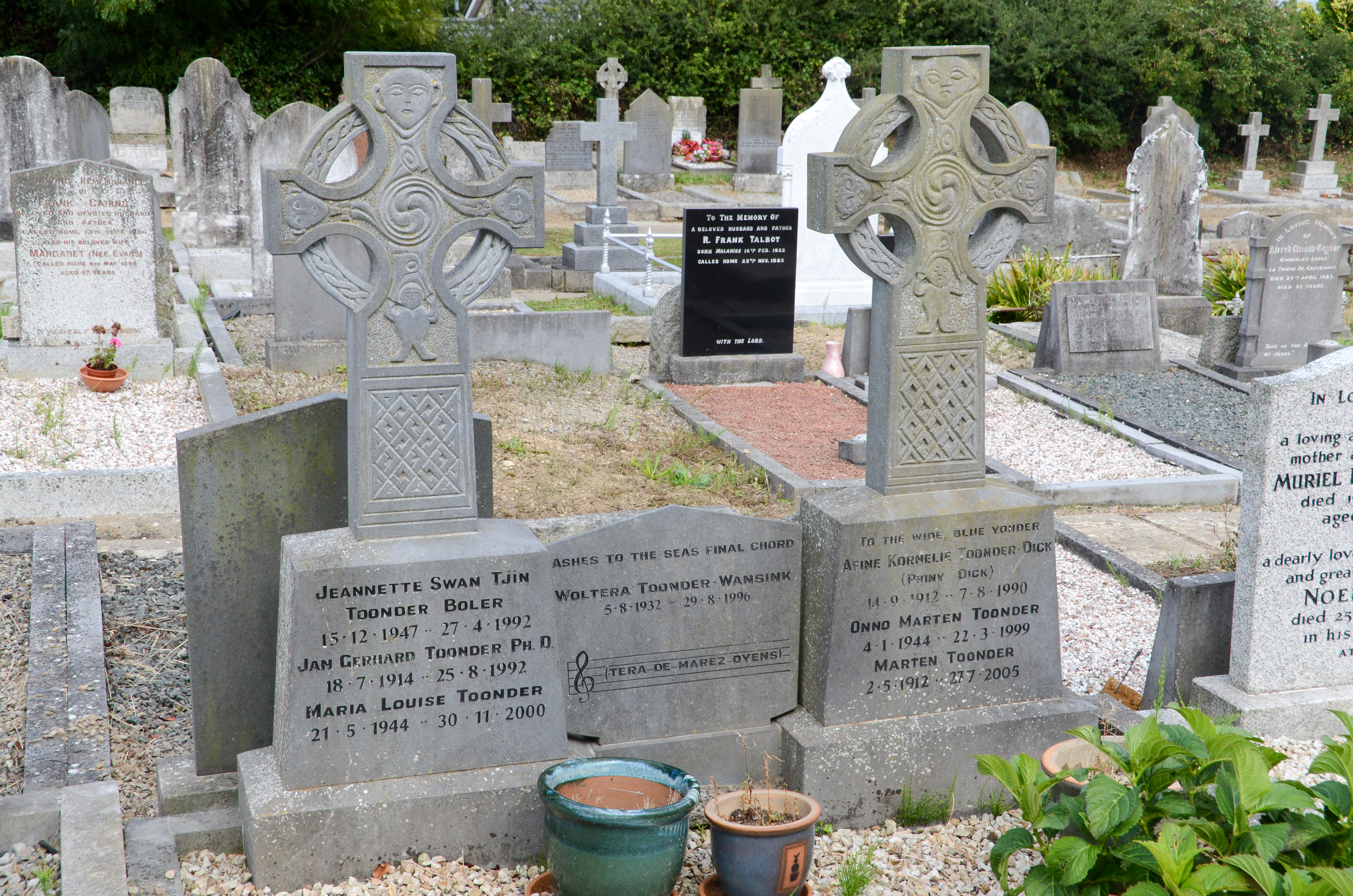
Grafmonument met de namen Marten Toonder, Jan Gerhard Toonder, Phiny Dick, Onno Marten Toonder, Maria Louise Toonder, Jeannette Swan Tjin Toonder Boler, Tera de Marez Oyens. Het graf bevindt zich op de kleinere van twee begraafplaatsen aan "The Grove" in de wijk Redford te Greystones, Ierland (ten noorden van de grotere begraafplaats, beide met de naam Redford Cemetery).

Marten Toonder (Rotterdam, 2 mei 1912 – Laren, 27 juli 2005) was een Nederlands stripauteur. Hij was de oprichter van de Toonder Studio's. Hij kreeg bekendheid als schrijver en tekenaar van Olivier B. Bommel en Tom Poes. Hij was de broer van schrijver Jan Gerhard Toonder.

## Biografie
Marten Toonder junior werd geboren te Rotterdam. Zijn ouders, te weten Marten Toonder senior en Trientje Huizinga, kwamen uit Groningen. Nadat zijn ouders trouwden, verhuisden ze in 1912 naar Rotterdam waar Marten Toonder senior werk vond als stuurman op de grote vaart. Twee jaar later werd zijn broer Jan Gerhard geboren. 
Toonder maakte kennis met strips door de comics die zijn vader, die zeekapitein was, uit de Verenigde Staten van Amerika meenam.
Kort na de Eerste Wereldoorlog vestigde het gezin Toonder zich in Scheveningen. De gedachte van Martens moeder was dat als zij dicht bij zee zouden wonen, dit gemakkelijker voor haar man zou zijn, maar Martens vader voelde zich als man van de grote vaart niet thuis in het vissersdorp. Op de toen zesjarige Marten hadden echter het strand en de buitenlandse bezoekers met hun eigen gewoonten en tradities en die uit voor hem verre oorden kwamen, grote indruk gemaakt. In de verhalen van heer Bommel, Tom Poes, kapitein Wal Rus en Kappie bracht hij die later tot uiting.
Na zijn eindexamen H.B.S. maakte hij als beloning een zeereis naar Argentinië, waar hij in 1931 Jim Davis, de assistent van Disney-striptekenaar Dante Quinterno, ontmoette, die hem inspireerde om zelf ook strips te gaan tekenen. Hiervoor ging hij naar de Rotterdamse academie, maar die verliet hij al snel weer. 
In 1935 trouwde hij met Afine Kornélie Dik, oorspronkelijk een buurmeisje uit zijn jeugd, die onder de naam Phiny Dick zelf strips en kinderboeken heeft getekend en geschreven. Ook maakte ze teksten bij de tekeningen van haar man voor de strip Kappie. In 1936 werd zoon Eiso Toonder geboren.
Toonder richtte Toonder Studio's op, een bedrijf dat een afsplitsing was van Toonder-Geesink productie. Het bedrijf richtte zich in eerste instantie op het uitbrengen van stripverhalen, maar begaf zich later ook op het gebied van reclame en tekenfilms.
Gedurende de Tweede Wereldoorlog werkte Toonder bij De Telegraaf en werd hij lid van de Nederlandsche Kultuurkamer. Hoewel hij na de oorlog werd veroordeeld voor collaboratie, was hij naar eigen zeggen een "verzetsman". Toonders verweer tegen de aanklacht van collaboratie door publicatie in de Duitsgezinde Telegraaf en het sluiten van een contract met de UFA in Berlijn was, dat hij zijn tekenaars beschermde en een dekmantel voor illegale activiteiten verschafte. Toonder antedateerde in zijn memoires zijn verzetswerk dat pas na 1944 substantieel werd. Hij tekende anti-Duitse spotprenten in het verzetsblad "Metro" en vervalste Duitse stempels. De Toonderstudio's waren ook betrokken bij het opzetten van een illegale drukkerij in Amsterdam. Op 22 oktober 1982 ontving hij uit handen van Dick van Veen het Verzetsherdenkingskruis.
In 1965 verhuisde Toonder met zijn vrouw naar Greystones, in Ierland, om zich geheel te wijden aan het striptekenen. Hij merkte tot zijn verbazing dat het Ierse landschap erg leek op dat wat hij al jaren in zijn Bommel-strips had getekend.
Phiny Dick overleed in 1990. In 1996 hertrouwde Toonder met de componiste Tera de Marez Oyens, die later dat jaar overleed aan een ongeneeslijke ziekte. In 2001 verhuisde Toonder terug naar Nederland. Sindsdien woonde hij in het Rosa Spier Huis te Laren.
Toonder overleed op 93-jarige leeftijd in zijn slaap. Zijn as werd bijgezet in het familiegraf op de Redford Cemetery van Greystones.

## Onderscheidingen
Toonder was Officier in de Orde van Oranje-Nassau en drager van het Verzetsherdenkingskruis. Hij is onderscheiden met de Wolfert van Borselenpenning van de stad Rotterdam. Hij was Officier in de Orde van Verdienste "Pro Merito Melitense" van de Soevereine Militaire Hospitaalorde van Sint-Jan van Jeruzalem, Rhodos en Malta. Deze laatste onderscheiding ontving hij op voordracht van de Ierse afdeling van deze hospitaalorde. Toonder had anoniem een ambulance geschonken.

## Werken

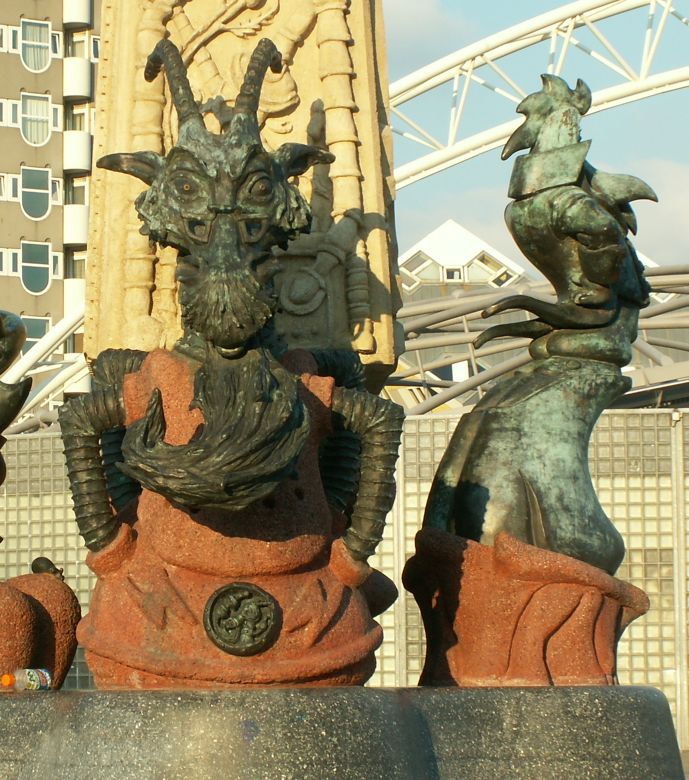
Toondermonument Rotterdam (detail). Uitgebeeld zijn professor Sickbock en de markies de Canteclaer.

Toonders eerste strips verschenen in 1933. Zo tekende hij de strip Bram Ibrahim en werkte hij vanaf dat jaar als tekenaar voor de drukkerij-uitgeverij Nederlandse Rotogravure Maatschappij in Leiden, waarvoor hij talloze strips en illustraties voor diverse bladen maakte. 
Vanaf 1941 verschenen in De Telegraaf de stripromans die Toonder het meest bekend hebben gemaakt, met als hoofdpersonen Tom Poes en Heer Bommel. De striproman heeft een eigen, karakteristiek formaat: in de krant als twee kolommen tekst met daarboven drie plaatjes, soms slechts twee bredere, zonder tekstballonnen. Hierdoor wordt de aandacht bij de plaatjes niet afgeleid door tekstballonnen en krijgt de tekst een eigen leven. Dit was een eis van toenmalig hoofdredacteur J.C. Fraenkel van de Telegraaf.
Er zijn 177 Bommelverhalen als striproman verschenen, waarvan later meerdere keren selecties werden uitgebracht in boekvorm. Ze worden meestal aangeduid met de term "Bommelsaga" of de "dagbladstrips". De reeks werd afgesloten met het verhaal Het einde van eindeloos, dat in 1985-1986 verscheen. In de boekuitgaven werd de tekst niet meer in kolommen afgedrukt. In veel boekuitgaven werden de plaatjes sterk verkleind weergegeven, wat afbreuk deed aan de gedetailleerde tekeningen. 
Daarnaast zijn ook verhalen verschenen als ballonstrip in onder andere stripweekblad Donald Duck. Deze waren echter grotendeels door medewerkers van de Toonder Studio's geschreven en worden daarom meestal niet tot het "echte" Toonderwerk gerekend.
De beste verhalen kenmerken zich door subtiele humor, ironie en een min of meer verborgen maatschappijkritiek (bijvoorbeeld in de verhalen De Bovenbazen, Het monster Trotteldrom, Het huilen van Urgje, Het nieuwe denken en De bevrijding van Sollidee). Ook kennen ze een bijzonder taalgebruik. Woorden als denkraam en minkukel werden ook buiten de strips van Toonder bekend.
Toonder heeft niet alle Bommelverhalen zelf kunnen tekenen en hij heeft ook niet alle teksten geschreven. Ook als hij door tijdsdruk en gezondheidsproblemen met ogen, pols en overbelaste rechterhand het tekenen van de Bommelsaga aan medewerkers moest overlaten was hij zo dicht mogelijk betrokken bij het verloop van het verhaal. Hij wilde waar en wanneer mogelijk ook steeds de tekeningen corrigeren. Het tekenen van achtergronden en het voor de kwaliteit zo belangrijke "inkten" van de oorspronkelijke potloodtekeningen werd vaak uitgevoerd door medewerkers die daarvoor van Marten Toonder geen erkenning en weinig salaris kregen. Toonder bezat het auteursrecht van de figuren en liet anderen niet in zijn roem delen.
In Oisterwijk heeft van 1955 tot 1959 een miniatuur-Rommeldam bestaan, waaraan ook Toonder heeft meegewerkt.
Een aantal van de Bommelverhalen zijn als tekenfilm uitgebracht, maar deze waren niet erg succesvol. De tekenfilms hadden wel de grollen, maar misten de subtielere humor die uit de verhalen spreekt. Een mogelijke uitzondering is de film Als je begrijpt wat ik bedoel. Deze kreeg een compliment van Walt Disney en Warner Bros. Toonder zelf was echter niet onverdeeld gelukkig met de film. De film zou te veel het karakter van een slapstick gekregen hebben.
Andere stripreeksen van de hand van Toonder, met name van de Toonder Studio's, zijn:
- Panda, met zijn tegenspeler, de gentleman-oplichter Joris Goedbloed (die ook in 5 Bommelverhalen optrad)
- Koning Hollewijn
- Kappie

Juni 2017 verscheen een detective met als titel "Tim MacNab zoekt kopij". Het manuscript uit 1937 werd ontdekt in het Literatuurmuseum, waar de originele getekende strips zijn ondergebracht.
Op 1 november 2019 verscheen Het geheim van Marten Toonder, een gelimiteerde, bibliofiele uitgave van werk uit Toonders nalatenschap.

## Over Toonders werk
In december 2005 verscheen het boek met dvd De Tao van Toonder van Frank van Hartingsveld bij Uitgeverij Panda. In dit boek wordt de levensfilosofie van Toonder uiteen gezet aan de hand van zijn uitspraken in interviews. Na een geschil over auteursrechten werd in 2006 tijdelijk een rechterlijk verkoopverbod van kracht voor De Tao van Toonder.
Uitgeverij Panda heeft van 1990 tot 2002 ook de enige en laatste, gecorrigeerde, aangevulde en geautoriseerde volledige versie van de dagbladpublicaties uitgebracht onder de titel Heer Bommel. Volledige werken. De dagbladpublicaties. Toonder geeft daarin ook kort commentaar op zijn eigen verhalen.
In december 2007 verscheen een studie naar occulte invloeden in het werk van Toonder, Heer Bommel en het para-abnormale, over de magie in de Bommelsaga, van de hand van Willem Venerius. De schrijver kreeg hiervoor de medewerking van Eiso Toonder, de oudste zoon van Marten Toonder.

## Taal

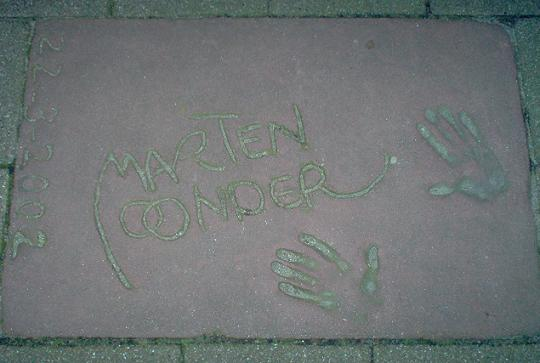
Toonders handafdrukken in de Walk of Fame te Rotterdam

Het taalgebruik van Toonder wordt gekenmerkt zowel door archaïsmen als door neologismen, door ironie, het gebruik van hyperbolen, komische namen, het gebruik van clichés door vaste stripfiguren, het gebruik van kromme taal door bijvoorbeeld professor Prlwytzkofsky en het gebruik van 'valse beeldspraak'.
Veel van de zegswijzen uit de verhalen zijn mettertijd deel geworden van de Nederlandse taal.
Enkele van de meest gebruikte neologismen zijn: bovenbaas, denkraam, grootgrutter, minkukel en zielknijper. Nieuwe uitdrukkingen zijn onder andere:
- kommer en kwel
- als je begrijpt wat ik bedoel
- een eenvoudige doch voedzame maaltijd
- verzin een list!

## Eerbetoon

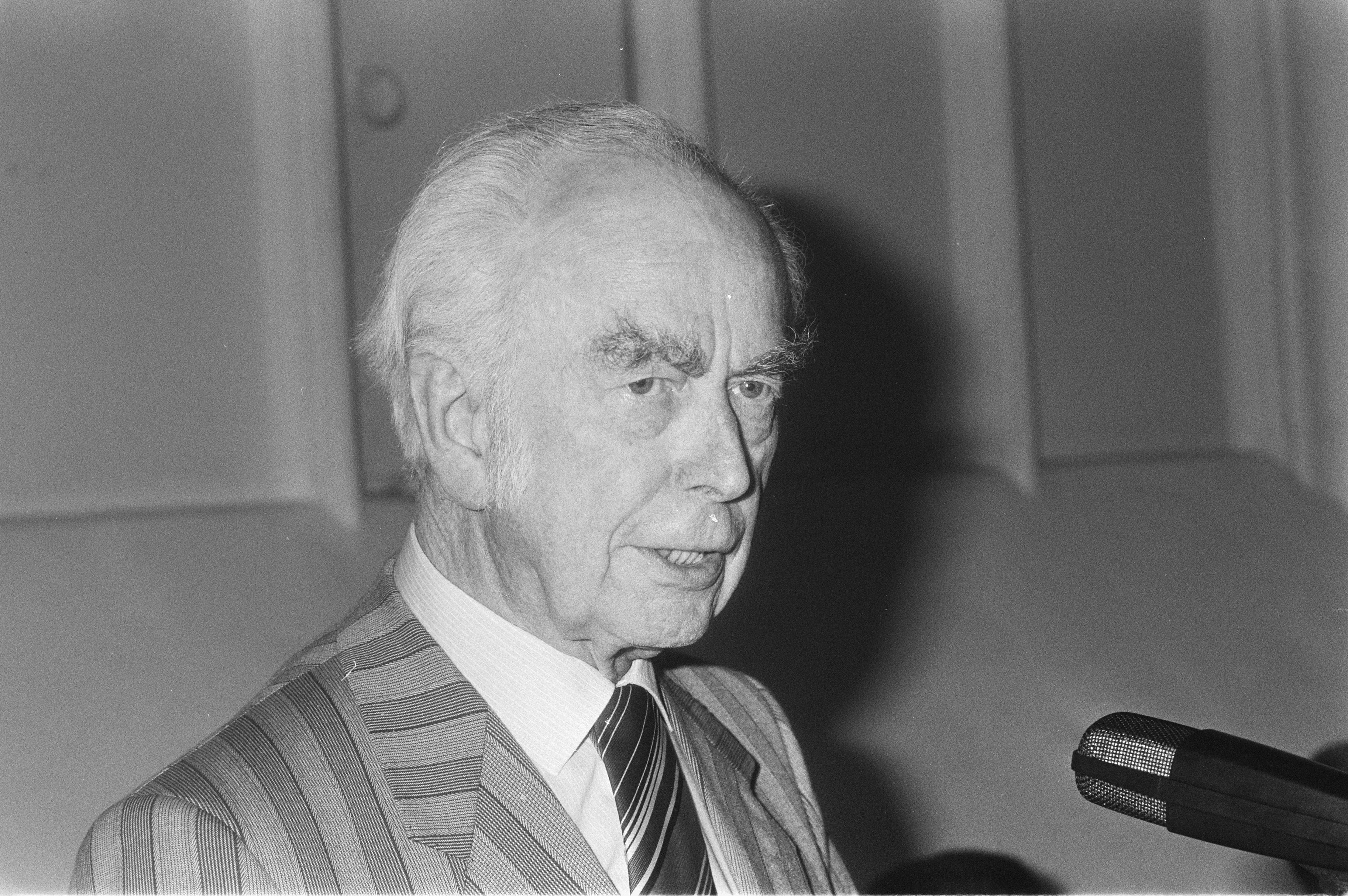
Bij de uitreiking van de Marten Toonder-Geertjan Lubberhuizenprijs 1986

In 1992 ontving Toonder als 80-jarige de Tollensprijs voor zijn hele oeuvre.
Op 21 oktober 1995 werd Toonder als groot schrijver en vooral vanwege zijn bijzondere taalgebruik, het erelidmaatschap door het Genootschap Onze Taal toegekend. Bij deze gelegenheid werd als hommage een bundel met het Bommellexicon gepubliceerd.
Op 2 mei 2002 werd ter ere van zijn 90e verjaardag het standbeeld "Ode aan Marten Toonder" onthuld op het Binnenrotteplein in Rotterdam naast het Station Blaak aldaar. Het bronzen en granito beeld is 6 meter hoog en werd ontworpen door kunstenaarsgroep de Artoonisten. Vanwege diverse bouwwerkzaamheden op het plein werd het beeld in februari 2015 weggehaald en tijdelijk opgeslagen. Op 2 mei 2017, 105 jaar na de geboorte van Marten Toonder, werd het weer teruggeplaatst nabij Station Blaak. Het beeld werd ten opzichte van de oorspronkelijke locatie ongeveer 10 meter in westelijke richting verplaatst.
Het Marten Toonderplein ligt in het hart van de stad, nabij de Markthal en Station Blaak, de plek waar ook het teruggeplaatste Toondermonument van de Artoonisten-kunstenaars staat, een beeld dat zeer in trek is bij met name fotograferende buitenlandse toeristen die de stad aandoen.
In 2009 werd de Marten Toonderprijs ingesteld, een onderscheiding voor een striptekenaar die een bijdrage heeft geleverd aan de Nederlandse cultuur. De prijs werd jaarlijks in maart uitgereikt en bestond uit een geldbedrag van 25.000 euro. Hij werd uitgereikt aan Peter Pontiac, Jan Kruis en Joost Swarte, maar in 2013 alweer afgeschaft vanwege bezuinigingen.
Op zijn geboortedag in 2018 eerde Rotterdam Marten Toonder met een straatnaam in zijn geboortestad. Een paar jaar eerder werd in Almere al een straat (en brug en fietspad) in de Stripheldenbuurt naar hem vernoemd.

## Toonderjaar 2012
Het jaar 2012 ging de boeken in als het "Toonderjaar". Het gehele jaar werd herdacht dat het honderd jaar geleden was dat Marten Toonder werd geboren.
Januari
Ter gelegenheid van het Toonderjaar ging op 21 januari 2012 een nieuwe Bommelmusical in première in het oude Luxor Theater te Rotterdam, Toonders geboortestad, onder de naam: 'De Nieuwe IJstijd'. Dit muzikale stripverhaal was geproduceerd en uitgebracht door Opus One, het Amsterdamse theatergezelschap dat in 1998 zijn 10-jarig jubileum vierde met de musical De Trullenhoedster. Koningin Beatrix was daarbij aanwezig.
Maart
De stripdagen op 10 en 11 maart 2012 stonden in het teken van de biograaf van heer Bommel, Tom Poes en vele andere stripfiguren.
April-september
Het Nederlands Stripmuseum in Groningen had van 24 april tot en met 30 september een speciale expositie gewijd aan Marten Toonders bekendste creaties onder de titel: Waarom is Bommel een beer? Het antwoord op die vraag werd gegeven door bioloog Midas Dekkers.
Oktober
In oktober verscheen een vuistdikke biografie over Marten Toonder, geschreven door Wim Hazeu. Tegelijkertijd verscheen een Schrijversprentenboek van het Letterkundig Museum, samengesteld door Klaas Driebergen. Dat boek begeleidde de tentoonstelling Marten Toonder. Een dubbel denkraam in het Letterkundig Museum. Uitgeverij Personalia publiceerde in samenwerking met de Toonder Compagnie de "Bommelglossy", een eenmalige uitgave ter gelegenheid van het Toonderjaar, met als fictieve hoofdredacteur Olivier B. Bommel en bijdragen van diverse tekenaars en schrijvers, zoals Jan Kruis, Dick Matena, Thé Tjong-Khing, Midas Dekkers, Wil Raymakers, Gerben Valkema, Patty Klein, Jan van Haasteren, Jan Steeman, Jean-Marc van Tol, Andrea Kruis, Arend van Dam, Wim Hazeu en Peter van Straaten.

### Biografisch
- Hazeu, Wim (2012) Marten Toonder. Biografie. De Bezige Bij. Amsterdam. ISBN 9789023473183. Eerste druk.[28]
- Feltkamp, Willem, Driebergen, Klaas en Hazeu, Wim (2019) Het geheim van Marten Toonder. De Bezige Bij. Amsterdam. ISBN 9789403167404.[29][30][31]

### Autobiografisch
- Vroeger was de aarde plat (autobiografie deel I, 1912-1939) (1992)[32]
- Het geluid van bloemen (autobiografie deel II, 1939-1945) (1993)[32]
- Onder het kollende meer Doo (autobiografie deel III, 1945-1965) (1996)[32]
- Tera. autobiografie epiloog 1998 (1998)[32]
- We zullen wel zien (2001) (gedeeltelijk autobiografisch)

### Tom Poes- en Bommelverhalen
| Jaar | Verhalen | Verzamelbundels |
| ---- | --- | --- |
| 1941 | - Tom Poes ontdekt het geheim der blauwe aarde (= Avonturen van Tom Poes of De laarzenreuzen) - De toverpijp - In de tovertuin - De geheimzinnige roverhoofdman - De drakenburcht - Het verdwijneiland - De reuzenvogel | |
| 1942 | - De rare uitvinding - Het eiland van Grim, Gram en Grom - De zieke hertog - Het monster-ei - Kaspar de draak - De laatste markies van Carabas - Het land van de blikken mannen                                         | |
| 1943 | - De betoverde spiegel - De bergmensen - Het geheim van het noorderlicht - De Bommelschat - De schat op de zeebodem | |
| 1944 | - Een oude bekende - De Superfilm-onderneming - De meester-schilder - De Chinese waaier | |
| 1947 | - De wonderdokter - De watergeest - De talisman - De nieuwe ijstijd | |
| 1948 | - Het monster van Loch Ness - De geheimzinnige sleutel - De grootgroeiers - De zeeslang - Heer Bommel stuit de vooruitgang                                                                                              | |
| 1949 | - De pier-race - Het vibreerputje - Solfertje - Horror, de ademloze - De betoverde prinses | |
| 1950 | - Kwetal, de breinbaas - Het lijm-teem - De volvetters - Het wegwerk | |
| 1951 | - Eh... dinges - De Partij van de Blijheid - Mom Bakkesz - De kneep van Knipmenis | |
| 1952 | - De geheimzinnige gaper - De partenspeler - Het wroeg-wezen - De Schoonschijners - De gebroeders Weeromstuit | |
| 1953 | - Vriend Vijand - De wenswerkster - Heer Bommel en zijn iksel - Het kunsthars-hart - De Bommelkuur - De klokker - De pruikenmaker                                                                                       | |
| 1954 | - De spiegelaar - Het tijddeurtje (= Heer Bommel gaat vereeuwen of Het vereeuwen) - De a-prillers - De waarzegger - De doffe Doffer                                                                                     | |
| 1955 | - De knollengaard - Het slaagsysteem - De daadsteller - De kniphoed - De klonters | |
| 1956 | - De muzenis - De Atlantiër - De giegelgak - De wraakgier - Het mengeldier | |
| 1957 | - De split-erwt - De achtgever - De Zwarte Zwadderneel - Het stenenbeenprobleem - De zwelbast | |
| 1958 | - Het overdoen - De argwaners - De kwanten - De beunhaas - De kiekvogel | |
| 1959 | - De dankputters - De feunix - De windhandel - De nozellarven | |
| 1960 | - De dropslaven - De herenopstand - De Hachelbouten - De Bommellegende - De toornviolen | |
| 1961 | - Het Lemland - De gezichtenhandel (= De plamoen) - Het ontstoffen - De wezelkennis - Het boze oog | |
| 1962 | - De niks - De Pikkinring - Het huilen van Urgje - De tijwisselaar | |
| 1963 | - De grauwe razer - Het kukel - De wilde wagen - De bovenbazen | |
| 1964 | - De grootdoener - De liefdadiger - Het monster Trotteldrom | |
| 1965 | - De killers - De vuur-salamander - De Labberdaan - De pasmunt - De wisselschat | |
| 1966 | - De grote Barribal - Het nieuwe denken - Bombom de Geweldige - Heer Bommel en de trullenhoedster | |
| 1967 | - Het booroog - De maanblaffers - De sloven - De heldendaden | - Als je begrijpt wat ik bedoel... |
| 1968 | - De kwade inblazingen - De hupbloemerij - De bevrijding van Sollidee - De Viridiaan-dinges - De tuttelwurm | - Geld speelt geen rol |
| 1969 | - De verdwenen heer - De astromanen - Het platmaken | - Een Heer moet alles alleen doen |
| 1970 | - De onbetaalbare reis - De mob-beweging - De blijdschapper - De slijtmijt | - Zoals mijn goede vader zei - Een eenvoudige doch voedzame maaltijd                                                                                |
| 1971 | - De erfpachter - De waarde-ring - De pijpleider - De Kon Gruwer | - 'k Wist niet dat ik het in mij had - Parbleu |
| 1972 | - De ombrenger - De kwinkslagen - De loodhervormer - Het verdwijnpunt | - Praw! Der Hemeldonderweder - Een groot denkraam                                                                                                   |
| 1973 | - Het losgetrilde inzicht - De Krookfilm - De transmieter - De vrezelijke krakken | - Met uw welnemen - Altijd dezelfde - Verzin toch eens een list!                                                                                    |
| 1974 | - De pronen - De doorluchtigheid - De Hopsa's | - Overgehaalde landrotten - Met mijn teer gestel - Zeg nu zelf...                                                                                   |
| 1975 | - Het spook van Bommelstein - De kaligaar - De opvoedering - De wind der verandering - Heruitgave van 48 van de eerste vijftig Bommelverhalen als afzonderlijke boekjes (1975-1978)                                     | - En daar houd ik mij aan - Wat enigjes |
| 1976 | - De weetmuts - Het griffoen-ei - Het vergeetboekje - De zonnige kijk | - Grofstoffelijke trillingen - Mijn eigen eenzame weg                                                                                               |
| 1977 | - De grijze kunsten - De Grote Onthaler - De gekikkerde vorst - De Grote Onthaler (boekuitgave) | - Hoe vreselijk is dit alles - Zaken zijn zaken |
| 1978 | - De denktank - De uitvalsels - De geweldige wiswassen | - HM - Als u mij wilt verschonen |
| 1979 | - De toekomer - Heer Bommel en de andere wereld - De Unistand | - Ach mallerd - Héél stilletjes |
| 1980 | - De wadem - De minionen | - Daar zit iets achter - Had ik maar beter geluisterd                                                                                               |
| 1981 | - Het spijtlijden - Het volledig maken - De andere wereld (boekenweekgeschenk, met voorwoord) | - Hier ligt een mooie taak - Een ragfijn spel |
| 1982 | - De aamnaak - Het ontsollen - De antiloog | - Ook dat nog - Een enkel opbeurend woord |
| 1983 | - De spalt - Een Bommelding | - Dit gaat te ver |
| 1984 | - De zelfkant - De vergelder | - Mooi is dat - Het uiterste gevraagd |
| 1985 | - Het Bommel-verschiet | - Daar kan ik niet tegen - Soms verstout ik mij |
| 1986 | - Het einde van eindeloos - Een Bommelding (uitgave als boek) - Heer Bommel en ik | - Dat geeft te denken - Een kleine handreiking |
| 1987 | - Hanezang, poëmen van Querelijn Xaverius, Markies de Canteclaer van Barneveldt, bijeengelezen door M. Toonder | - Wat ben je toch knap - Dát zag ik nu eens net! |
| 1988 | | - Ik voel dat heel fijn aan - Als dat maar goed gaat                                                                                                |
| 1989 | - Vleugeljaren, poëmen van Querelijn Xaverius, Markies de Canteclaer van Barneveldt, bijeengelezen door M. Toonder | |
| 1990 | | - Heer Bommel komt op - Heer Bommel vervolgt - start van de Integrale Bommel-Uitgave met alle dagbladpublicaties in veertig luxebanden              |
| 1995 | - De Thoma Fele nec non et de larva Bommelsteiniana (Latijnse vertaling van Het spook van Bommelstein) | |
| 1997 | | - Querulijn Xaverius Markies de Canteclaer van Barneveldt. Verzamelde poëmen. bezorgd door Marten Toonder met een nawoord van Martin van Amerongen. |
| 1998 | | - Heer Bommel sluit aan |

### Overig
- We zullen wel zien (2001). De Bezige Bij. Amsterdam. ISBN 9789023462415
- Tim MacNab zoekt kopij, misdaadverhaal geschreven in 1937, voor het eerst uitgegeven in 2017 (redactie: Nienke Weick) bij Uitgeverij Personalia. Leens. ISBN 9789079287925[33]

## Bewerkingen
Vanaf 5 februari 2007 werd een hoorspelserie uitgezonden op Radio 6, Radio 4 en Radio 1, onder regie van Peter te Nuyl. Ze bestond uit 75 verhalen in 440 afleveringen van telkens een kwartier, waaronder de 48 verhalen die Marten Toonder zelf zijn beste vond.

## Trivia
In Zoeterwoude bevindt zich Museum De Bommelzolder. In dit museum is een grote collectie met werken van Toonder.
Op het Kon.Emmaplein in Den Bommel op Goeree-Overflakkee bevindt zich een bronzen standbeeld van Heer Olivier Bommel.
In juli 2022 opende in Assen het Bommel en Tom Poesmuseum.
- Biblioteca Nacional de España: XX4946652
- Bibliothèque nationale de France: cb12083348n (data)
- Biografisch Portaal: 61968959
- Digitale Bibliotheek voor de Nederlandse Letteren: toon003
- Gemeinsame Normdatei: 119093618
- International Standard Name Identifier: 0000 0001 2028 7684
- Library of Congress Control Number: n50014528
- Nederlandse Thesaurus van Auteursnamen: 067744346
- RKD-Nederlands Instituut voor Kunstgeschiedenis: 77858
- Istituto Centrale per il Catalogo Unico: UBOV133094
- LIBRIS: 301623
- SNAC: w60g4sb5
- Système universitaire de documentation: 029147204
- Union List of Artist Names: 500294117
- Virtual International Authority File: 76342069
- WorldCat: E39PBJhCDRVKBw8KKf9q6DX68C